# پدر عروس (فیلم ۲۰۲۲)
پدر عروس (به انگلیسی: Father of the Bride) یک فیلم عاشقانه و کمدی-درام آمریکایی به کارگردانی گاز آلازراکی و نویسندگی مت لوپز که بر اساس رمانی به همین نام نوشته ادوارد استریتر در سال ۱۹۴۹ ساخته شده‌است. در این فیلم اندی گارسیا، گلوریا استفان، آدریا آرجونا، ایزابلا مونر، دیگو بونتا و کلوئه فاینمن به ایفای نقش پرداخته‌اند. این فیلم توسط پلن بی انترتینمنت تولید شده و در ۱۶ ژوئن ۲۰۲۲ توسط برادران وارنر پیکچرز و اچ‌بی‌او مکس منتشر شد.

## داستان
بیلی و اینگرید زوجی هستند که دو دختر دارند و تصمیم دارند تا از یکدیگر جدا شوند، اما قبل از اینکه این خبر را به دختران خود بدهند، متوجه می‌شوند که یکی از آنها نامزد کرده‌است و…

## تولید
فیلمبرداری اصلی در ۲۲ ژوئن ۲۰۲۱ در آتلانتا آغاز شد.

## بازخورد
در وبگاه جمع‌آوری نقد راتن تومیتوز، ٪۸۱ از ۳۲ بررسی منتقدان مثبت است و میانگینِ امتیاز آن ۶٫۴/۱۰ است. این فیلم در متاکریتیک که از میانگین وزنی استفاده می‌کند، بر اساس نظر ۱۳ منتقدین امتیاز ۶۵ از ۱۰۰ را کسب کرده که نشان‌گر «نقدهای عموماً مطلوب» است.